# Jaskinia w Jaworzynie w Gorcach
Jaskinia w Jaworzynie w Gorcach (także Zbójecka Jama) – jaskinia na zachodnich zboczach Jaworzyny Kamienickiej w Gorczańskim Parku Narodowym, we wsi Zasadne w województwie małopolskim, w powiecie limanowskim, w gminie Szczawa.

## Opis jaskini
Jaskinia znajduje się w odległości 800 m od kapliczki Bulandy na polanie Jaworzyna Kamienicka. Wejście do niej jest trudne, rozpoczyna się bowiem pionową studzienką o głębokości 3,5 m. Od dna studzienki odchodzi szczelina o przebiegu NE-SW, w południowo-zachodnim kierunku mająca długość 10 m, w kierunku północno-wschodnim 15 m. Obydwa jej końce kończą się zawaliskiem. Otwór wejściowy i szyb porośnięte są glonami oraz wątrobowcami. Zimą ciepłe powietrze wydobywające się z jaskini topi śnieg w jej otworze wejściowym. Jest to jaskinia osuwiskowa. Według geologów jest ona początkowym etapem powstawania osuwiska.
Jaskinia była znana miejscowej ludności od dawna. Wiedział o niej już także w 1914 r. Kazimierz Sosnowski – popularyzator Beskidów, w tym również Gorców. Związanych z nią jest szereg podań i legend. Sebastian Flizak prowadząc w latach międzywojennych badania nad życiem gorczańskich owczarzy zanotował, iż jaskinia ma stanowić ...wejście do podziemnej galerii, która rzekomo prowadzi aż do góry Mogielicy. Pewien ksiądz z Niedźwiedzia zapuścił się w nią w towarzystwie kościelnego, przy blasku świeczki, aby zbadać wnętrze. Okazało się, że galeria przecięta jest głębokim potokiem, przez który była przerzucona kładka. Ksiądz wstąpił na nią, aby przejść na drugą stronę, ale kościelny powstrzymał go. «Jegomość, stójcie! – zawołał. – Niech se przez nią przechodzi ten, co ją zrobił.» I ksiądz cofnął się. Według jednej z legend miejscowi juhasi zapragnęli sprawdzić, czy korytarze jaskini naprawdę ciągną się pod całymi Gorcami. Wpuścili do niej kozę, która umorusana rzeczywiście wyszła pod Mogielicą.
Według innej legendy jaskinię mieli zamieszkiwać ...pankowie, nie więksi jak dwunastoletni chłopcy. Twarze i szyje mieli ozdobione takiemi naroślami, jak indycze korale, a na głowach nosili trójrożne czapeczki. (...) Były to ziemne duchy. Pojawienie się ich zwiastowało klęski. Podobno ukazali się, przepowiadając „głodne roki”, jakie nastały po rabacji chłopskiej w Galicji w 1846 r.
Według jeszcze innych podań w jaskini czasowo chronili się zbójnicy.

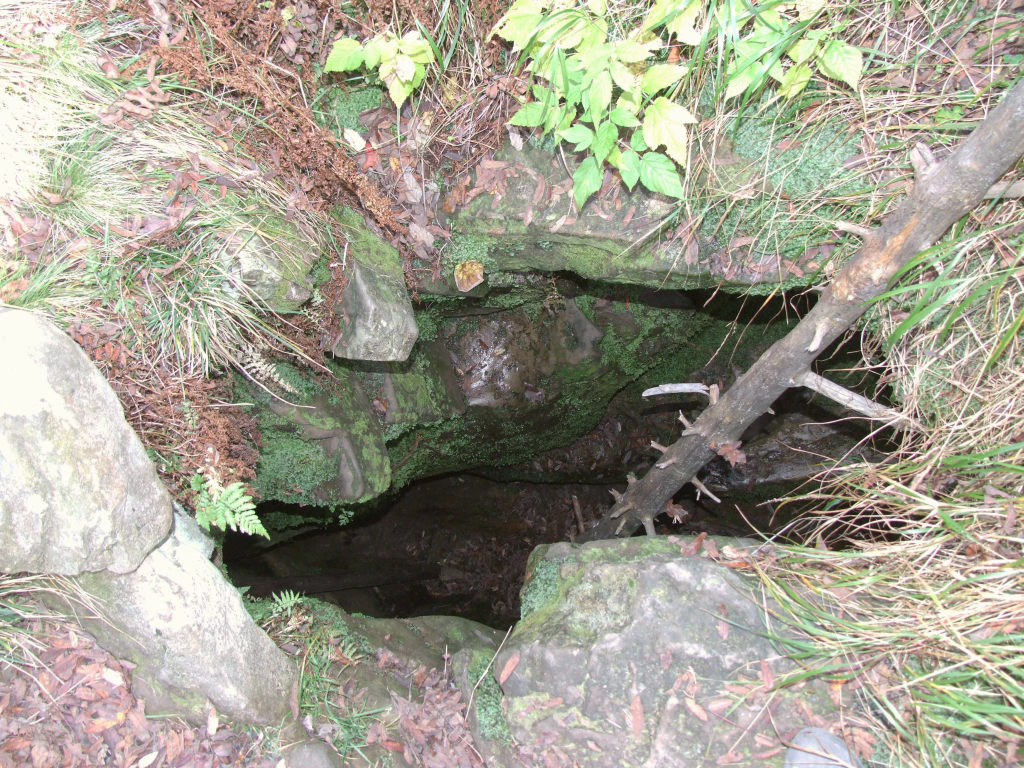
Otwór wejściowy do pionowej studzienki

## Szlak turystyczny
od polany Jaworzyna Kamienicka do jaskini. 15 min (↑ 20 min).